# 風水師 王の運命を決めた男
『風水師 王の運命を決めた男』（ふうすいし おうのうんめいをきめたおとこ、原題：명당（明堂））は、パク・ヒゴンが監督し、2018年に公開された、韓国映画の歴史ドラマ、アクション映画。チョ・スンウ、チソン、キム・ソンギュン、ムン・チェウォン、ユ・ジェミョン、ペク・ユンシクらが出演している。この映画の物語は、幸運をもたらす土地を見定める能力を持った天才風水師パク・ジェサン（박재상）をめぐって、様々な人々が土地を占拠し、運命を変え、王になろうと争う様を語る。本作は、『観相師 -かんそうし-（관상）』（2013年）、『ときめきプリンセス婚活記（궁합）』（2018年）に続き、朝鮮の伝統的な占いを主題としたジュピター・フィルム (Jupiter Film) の三部作最後の作品である。大韓民国では、2018年9月19日に公開された。

## 概要
本作は、王にならんとするため、墓所の敷地をめぐって争う者たちと、両親を失い、王への復讐を狙う若者をめぐる、歴史ドラマである。

## おもな配役

### 主演
- チョ・スンウ - パク・ジェサン[10]
- チソン - 興宣（フンソン）[10]
- キム・ソンギュン - 金炳冀（キム・ビュンギ）（朝鮮語版）[10]
- ムン・チェウォン - チョ・ソン[11]
- ユ・ジェミョン - ク・ヨンシク
- ペク・ユンシク - 金左根（キム・ジャグン）

### 助演
- イ・ウォングン（朝鮮語版） - 憲宗（ホンジョン）[12]
- カン・テオ - 元慶（ウォンギュン）
- テ・インホ（朝鮮語版） - チュン・ヒヨン
- チョン・シンファン（朝鮮語版） - ハ・ジョンイル
- チョ・ヒョンシク - チャン・スンギュ
- ヨ・ムヨン（朝鮮語版）
- チョ・ボクレ（朝鮮語版） - ボクキ - 友情出演
- キム・ミンジェ - 孝明世子[13]

- 特別出演
- ソン・ビョンホ（朝鮮語版） - キム・ユンチョル - 特別出演
- ヤン・ドングン（朝鮮語版） - ナム氏夫人の夫 - 特別出演
- イ・ユンゴン（朝鮮語版） - スンジョ - 特別出演
- ホ・ソンテ（朝鮮語版） - イ・シヨン - 特別出演
- シム・へソム（朝鮮語版） - イ・へヨン - 特別出演

## 制作
本格的な撮影は、2017年8月22日に開始された。撮影の終了は、2018年1月5日であった。ロケーション撮影は、慶尚南道河東郡でおこなわれた。

## 公開
韓国での封切りは、2018年9月19日で、映像物等級委員会によるレイティングは12歳未満不可となった。本作は、『安市城 グレート・バトル（안시성）』、『ザ・ネゴシエーション（협상）』、『死霊館のシスター（The Nun）』と同時期に公開され、この年の韓国映画興業界において最も競争が激しい週となった。北米では、本作は限られた数の映画館で、2018年9月21日に公開された。
本作は、2018年11月に開催された第38回ハワイ国際映画祭の「Spotlight on Korea」における上映作品のひとつとなった。
本作は、2018年10月15日に、ビデオ・オン・デマンド (VOD) とデジタル・ダウンロードでもリリースされた。

## 評価

### 批評家の反応
本作には、高低さまざまな映画評論がなされた。俳優たちの演技（特に、チョ・スンウ、ペク・ユンシク、チソン）や撮影は称賛された。批判はおもに、しっかりした演技陣を得ながら、観る者を魅了する政治的歴史ドラマに仕上げられなかったことや、一部の演技（特に、チソンやイ・ウォングン）に見受けられた弱点に向けられた。
『コリア・ヘラルド (The Korea Herald)』紙のユン・ミンシク (Yoon Min-sik) は、「パク監督は、魅力的な人物像と差し迫る危機の描写でサスペンスを維持するという、そつのない仕事をこなしているが、良質な俳優陣が揃っていることを考えれば、それはさほど大変なことではない。チョはいつも通りの好演で、ペクの安定した口調と厳粛な姿はカリスマを感じさせる。しかし、この作品は、あまりにも運と推測と暴力に依存しており、政治ドラマとしての訴求力は欠けている。」と述べた。
聯合ニュースのウ・ジェヨン (Woo Jae-yeon) は、「ひねりの効いた圧倒的な物語と、チョ・スンウ、チソン、ペク・ユンシクの傑出した演技にもかかわらず、映画館を出るときには、事は落着していない、語られるべきいくつもの物語が残されている、と思うかもしれない...［しかし、］ロケーション撮影の現場は、撮影技術駆使した優れた仕事によって引き立てられ、実に息を呑むほどの魅力である。」と述べた。

### 売り上げ
本作は、プレビューと前売りだけで、US$78,146 を売り上げた。
公開初日には、108,832人の観客が詰めかけ、売り上げ総額は US$778,024 となり、同日公開された『安市城 グレート・バトル』に次ぐ、2位の売り上げとなった。公開最初の週末も、548,989人の観客、US$4.5 million の総売り上げで、『安市城 グレート・バトル』に次ぐ2位となった。公開から6日間後の2018年9月24日までで、本作の観客は100万人を突破した。
公開2週目の観客は 240,449人、総売り上げは US$1.9 million で、最初の週から58%の減少となり、成績は3位に転落した。10月2日には、観客が通算200万人を突破した。公開3週目、観客は 19,969人、総売り上げは US$141,921 で、前週から92%の減少となり、成績は7位に転落した。
2018年10月30日までに、本作は 2,084,811人の観客を集め、US$15.8 million の総売り上げを達成した。